# Santuario di Nostra Signora del Mirteto
Il santuario di Nostra Signora del Mirteto è un luogo di culto cattolico situato nella frazione di Ortonovo nel comune di Luni, in provincia della Spezia.

## Storia

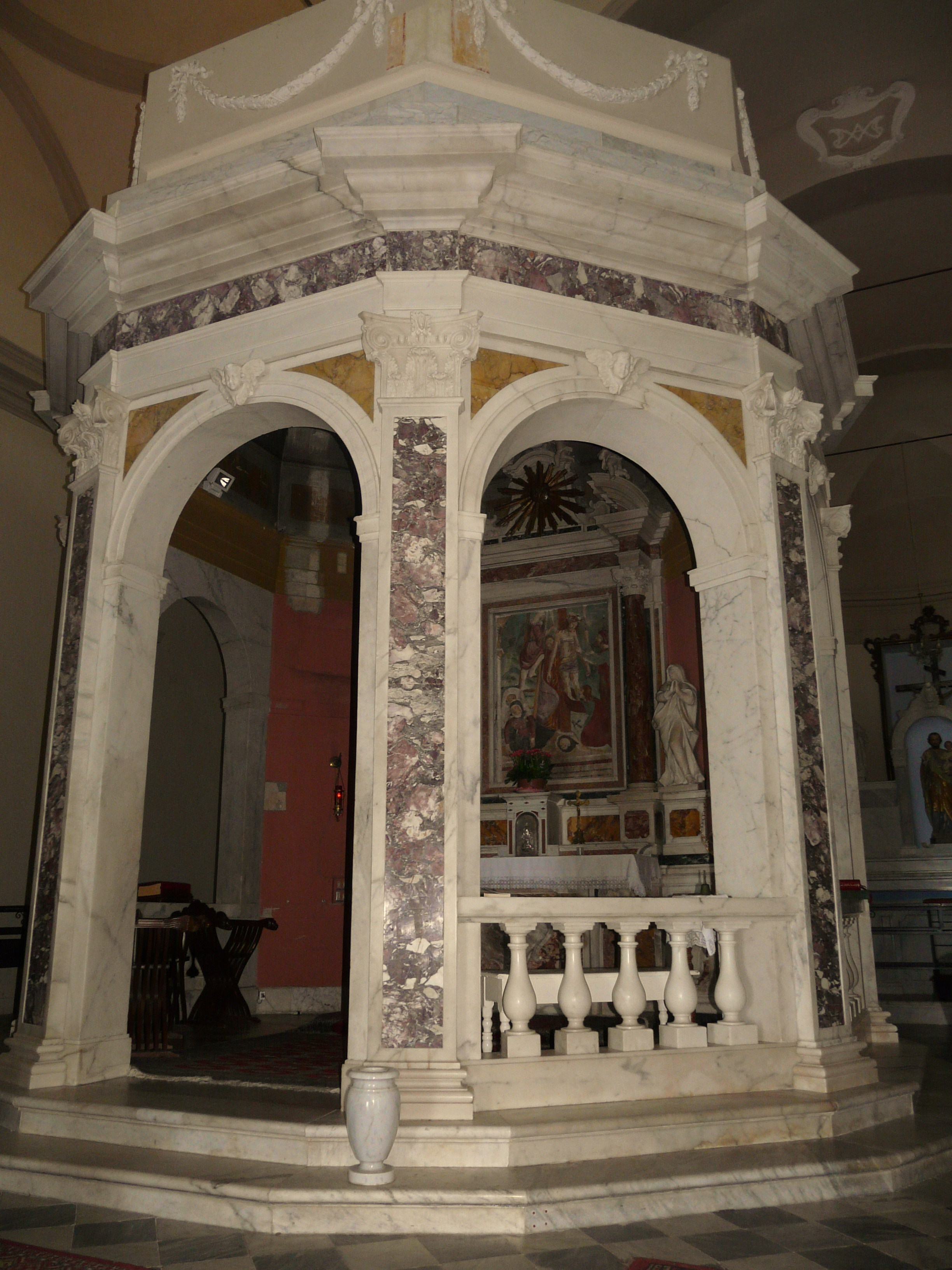
Il tempietto, del 1796, di Giovanni Matteo Scalabrini.

Sul sito dove oggi sorge il santuario, presso il monte Boscaccio, a sud del centro storico ortonovese, insisteva un oratorio edificato intorno al XV secolo, intitolato a "Santa Maria del Mortineto" e officiato dalla confraternita dei Disciplinanti.
Un evento giudicato "miracoloso" nel 1537 - il sgorgare di lacrime di sangue da un dipinto della Madonna ai piedi della croce di Gesù - diede l'impulso per la costruzione di un nuovo edificio più ampio e adatto allo scontato afflusso di pellegrini nel piccolo oratorio. I lavori furono affidati all'architetto Ippolito Marcello di Lucca che, iniziata l'opera nel 1540, li portò alla conclusione nel 1566.
Nel 1584 ai priori della confraternita subentrarono i domenicani che mantennero l'affidamento della proprietà fino alla dominazione napoleonica di fine XVIII secolo. Con i padri domenicani il santuario conobbe una nuova fase ampliativa e decorativa: nel 1601 venne realizzata la sagrestia e un annesso convento, un nuovo coro dietro la sacra edicola nel 1650 e il centrale tempietto di Giovanni Matteo Scalabrini di Carrara nel 1796.
Con la Repubblica Ligure, inserita nel Primo Impero francese di Napoleone Bonaparte, l'ordine religioso venne espulso dal santuario e dal paese di Ortonovo, nel 1800, lasciando la gestione dell'edificio a pochi componenti. Fu durante la dominazione d'oltralpe che la denominazione antica "Mortineto" tramutò nell'odierno "Mirteto", forse per un errore di trascrizione dalla lingua italiana al francese.
Abbandonato dopo la caduta di Napoleone, e con una chiusura che perdurò oltre la nascita del Regno d'Italia, solamente nel 1888 un decreto del vescovo di Luni-Sarzana e Brugnato Giacinto Rossi riaffidò la cura del santuario ai padri domenicani che subito si prodigarono per la riapertura del sito religioso dopo la riparazione e il ripristino dei locali danneggiati dall'incuria.
Dal 1933 al settembre 2003 il santuario è stato custodito dai padri orionini. Dal 2003 il santuario è gestito dai sacerdoti della Fraternità Missionaria di Maria, comunità originaria del Guatemala.

## Descrizione

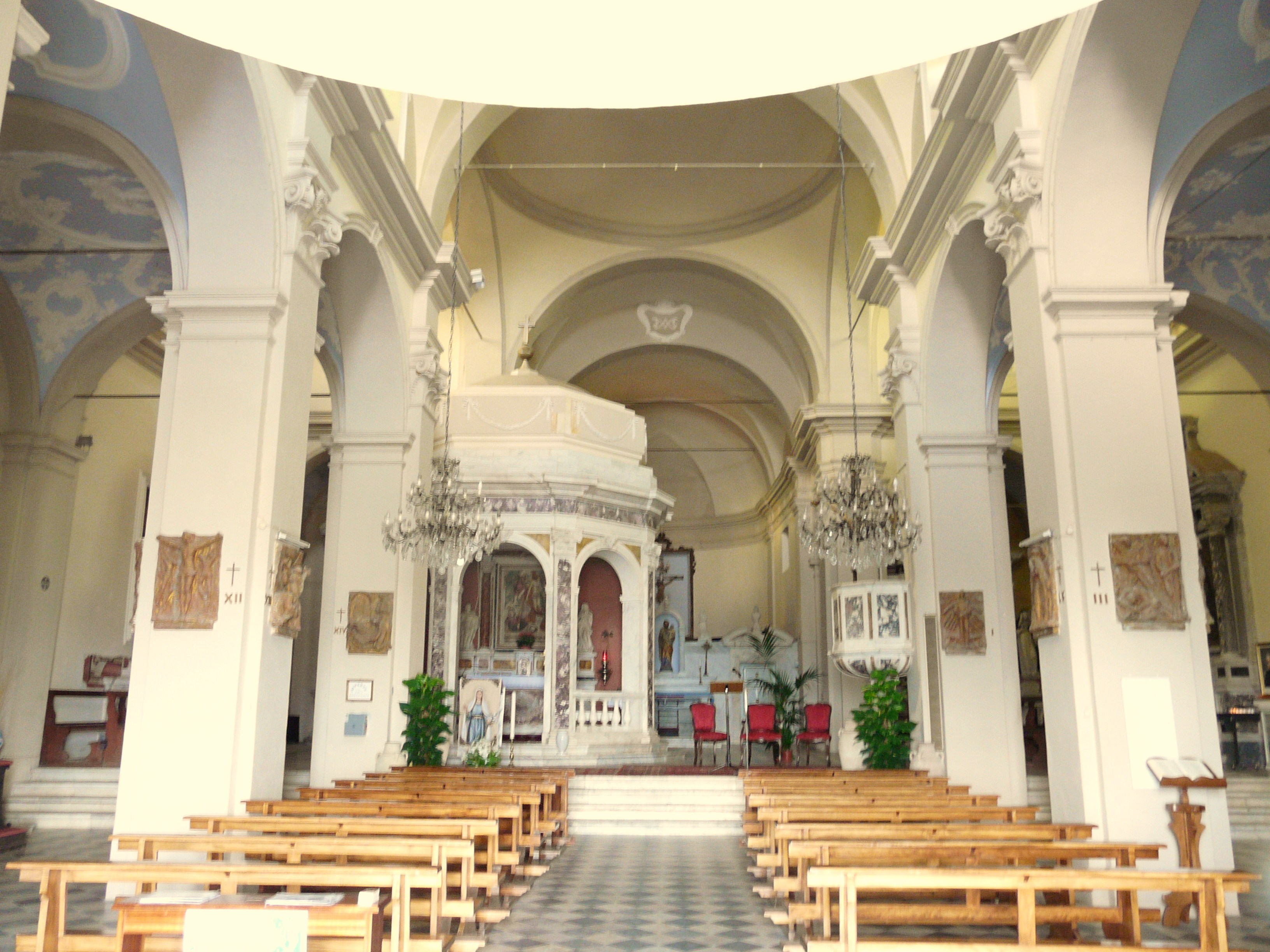
La navata centrale

Internamente il santuario si presenta a tre navate, separate da due file di pilastri in stile corinzio, a loro volta sorreggenti le volte del soffitto e gli archi delle cappelle.
Nella facciata, oltre al centrale rosone rivestito in marmo bianco di Carrara, è presente nella lunetta sopra l'architrave un altorilievo riproducente la Madonna col Bambino e due devoti forse appartenenti, dallo stile degli indumenti, alla confraternita locale; l'opera, in prima analisi attribuita ad un giovane Michelangelo, parrebbe essere invece lavoro di uno scultore lucchese che probabilmente s'ispirò all'arte michelangiolesca.
Tra le opere d'arte conservate all'interno del santuario il dipinto della Deposizione della Croce ubicato nel centrale tempietto, quest'ultimo realizzato nel 1796 da Giovanni Maria Scalabrini con marmi policromi e a forma ottagonale.